# Haus der Architekten (Düsseldorf)
Im Haus der Architekten im Düsseldorfer Medienhafen sitzt die Architektenkammer Nordrhein-Westfalen.

## Hafengeschichte
Der Bau der ersten Eisenbahn in Westdeutschland durch die Düsseldorf-Elberfelder Eisenbahn-Gesellschaft 1838 verband die Stadt mit den frühindustrialisierten Gebieten im Bergischen Land. Düsseldorf wurde so auch der Hafen für das heutige Wuppertal. 1974 wurde die Verkleinerung des Hafens beschlossen. In einem Jahrzehnte dauernden Umstrukturierungsprozess entstand der heutige Medienhafen mit Rheinturm, Landtag Nordrhein-Westfalen, WDR-Funkhaus Düsseldorf und Gehry-Bauten.

## Architektenkammer
In einem europaweit offenen Wettbewerb wurde 1999 der Entwurf des Darmstädter Büros werk.um mit dem zweiten Preis bedacht und später mit der Realisierung beauftragt. 2002 wurde das Haus der Architektur von der Architektenkammer Nordrhein-Westfalen bezogen. Es dient seither als Informations- und Kommunikationszentrum. Im Foyer werden regelmäßig Ausstellungen präsentiert. Im Saal finden Fortbildungen statt. Am Empfang liegen Broschüren und ein Architekturführer zum Medienhafen aus. Das Haus öffnet auch immer zur Nacht der Museen.

## Beschreibung
Das Gebäude liegt zwischen Zollhof und Kaistraße quasi an der Einfahrt zum Medienhafen. Es ist dreieckig ausgebildet und erstreckt sich über sieben Geschosse. Die geschwungene Glasfassade verleiht Leichtigkeit und strahlt Dynamik aus. Im Erdgeschoss befindet sich ein öffentliches Restaurant. Die Kammer hat wegen der Nähe zum Regierungsviertel Düsseldorf eine Adresse in bester Lage zu Politik und Verwaltung.

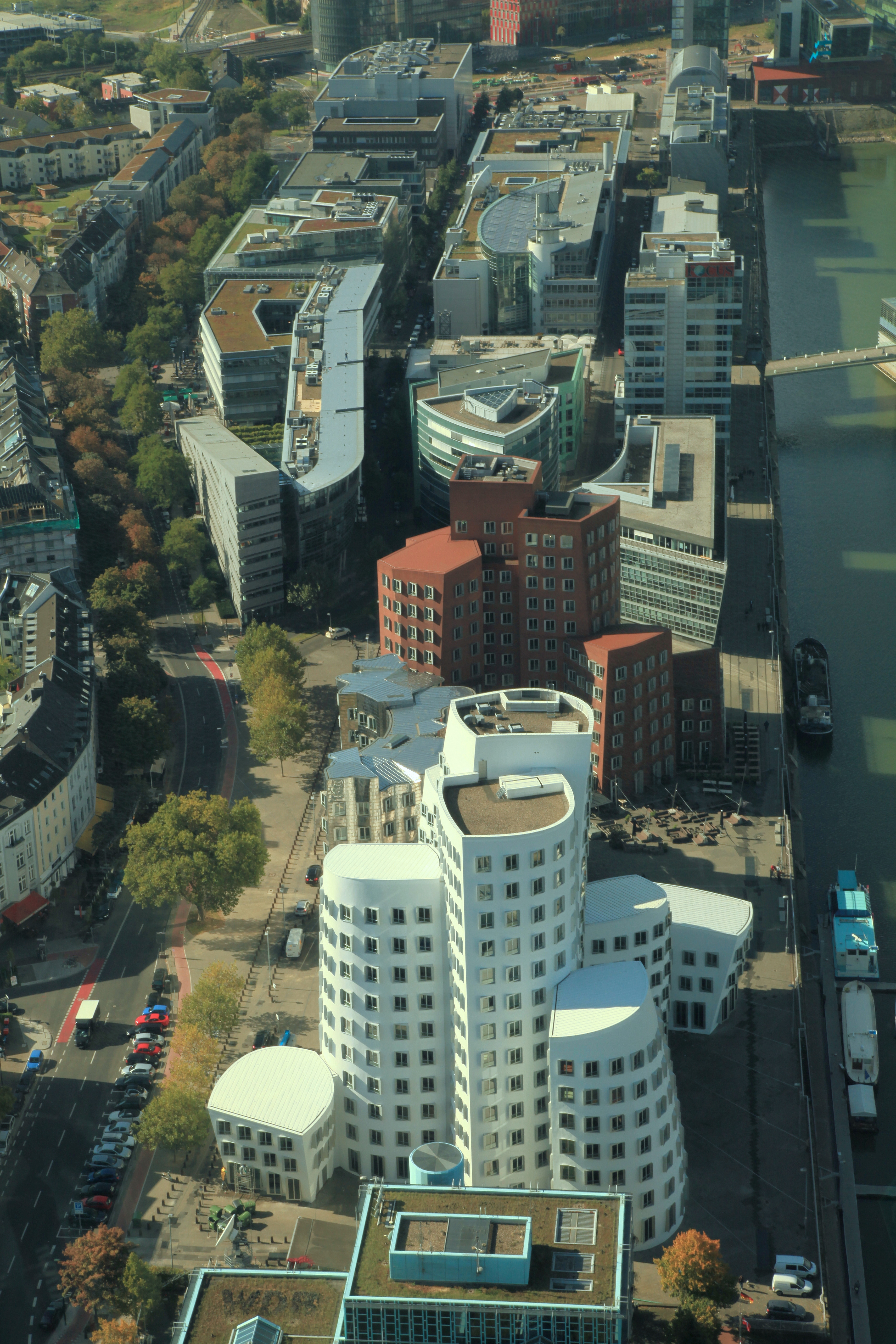
Blick vom Fernsehturm.
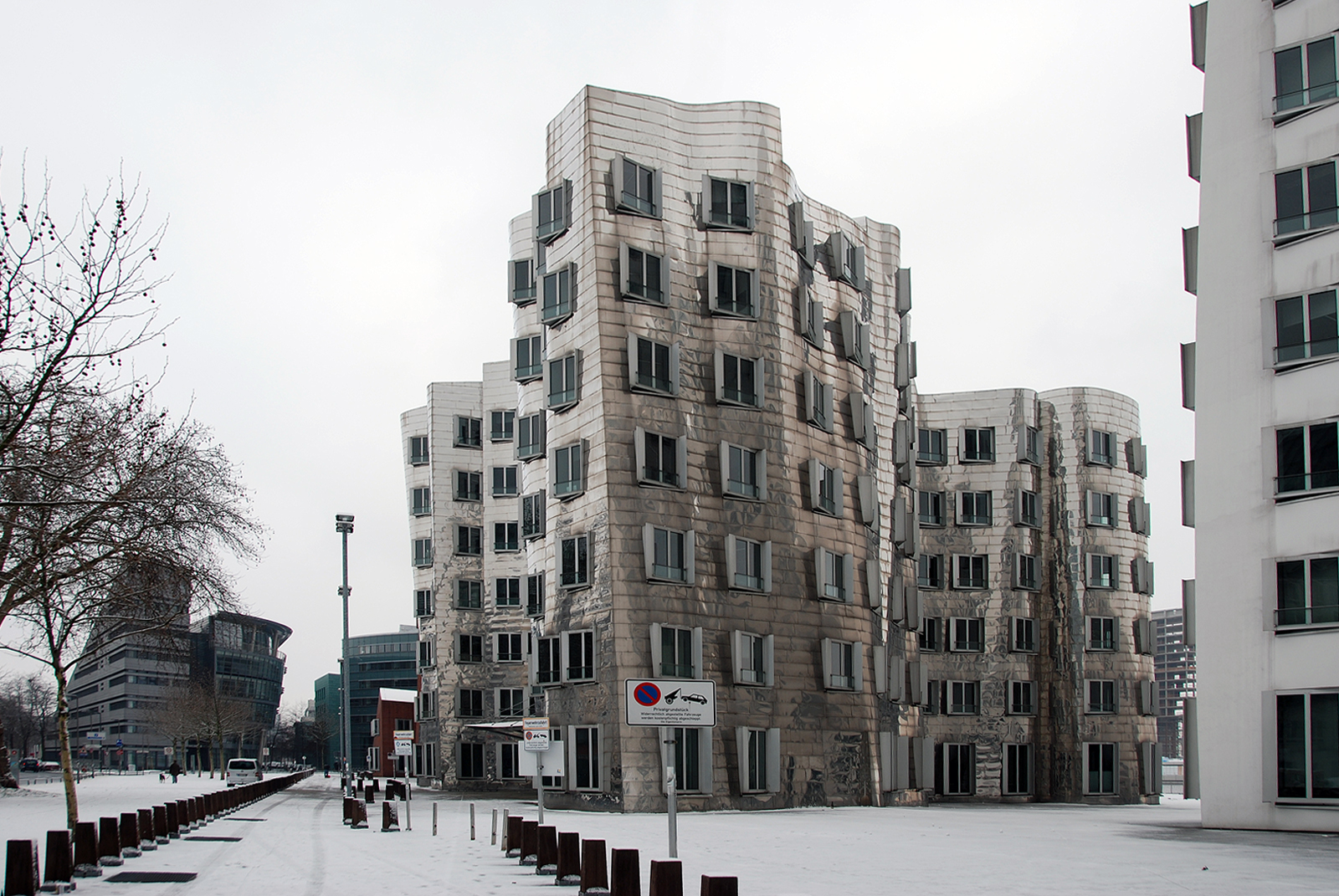
Gehry-Bauten in direkter Nachbarschaft.
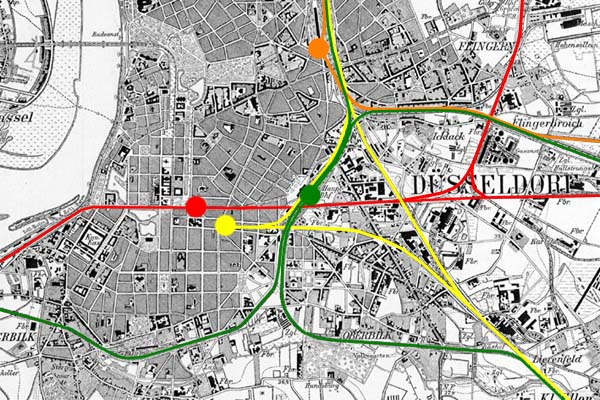
Historische Eisenbahnstrecke zum Hafen